# 杉山政美
杉山 政美（すぎやま まさみ）は、日本の作詞家である。レイジー 『赤頭巾ちゃん御用心』（1978年）、ダ・カーポ 『野に咲く花のように』（1983年）のヒット等で知られる。日本音楽著作権協会（JASRAC）の全信託作家である。

## 人物・来歴
生年月日、出生地は公表されていない。日本大学芸術学部文芸学科卒業。
1972年（昭和47年）頃から、比呂公一の楽曲の作詞家としての活動がみられる。1974年（昭和49年）には、テレビアニメーション『ゼロテスター地球を守れ!』の主題歌の作詞をし、以降、テレビドラマ『氷紋』の主題歌・風車「旅路」（1974年）や、テレビ映画『はぐれ刑事』の主題歌・ペドロ&カプリシャス「陽かげりの街」等を連続的に手がける。1980年（昭和55年）7月2日に放送開始したテレビドラマ、平岩弓枝ドラマシリーズ『結婚の四季』の主題歌・西郡よう子「この愛に生きて」までの間、8曲の主題歌を手がけたが、同年8月3日に放送した『裸の大将放浪記』第2話『欲張りの人も沢山いるので』の主題歌として作詞したダ・カーポ「野に咲く花のように」以降は、テレビドラマ等の主題歌は手がけていない。1982年（昭和57年）に山本達彦のアルバムの全作詞を手がけて以降の作品については、不明である。『野に咲く花のように』は、『裸の大将放浪記』1997年（平成9年）の最終回まで使用され、2007年（平成19年）からの塚地武雅主演版では槇原敬之によるカヴァー楽曲が挿入歌として使用された。
その後、司法書士試験に合格し、1989年（平成元年）に神奈川県司法書士会に登録された。神奈川県司法書士会横浜西支部副支部長、 同会総務部理事および綱紀委員を歴任後、2017年（平成29年）に司法書士を引退するも、経済的な理由のために正当な権利を行使できない人が多いことを知り、2023年（令和5年）10月に司法書士として再登録した。

## ディスコグラフィー
シングルA面楽曲を中心とした発売・発表順のおもな作詞楽曲の一覧である。
- 比呂公一＋シモンズ「不思議な幸福せ」（1972年発売）
- マーサ三宅「明日への祈り」（1972年発表）
- 佐伯みどり「ポケット」（1973年5月発売）
- 杉並児童合唱団「ゼロテスター地球を守れ!」（1974年発表）
- 風車「旅路」（『氷紋』主題歌、1974年10月25日発売）
- カルメン「嘘みたい!?」（1974年発売）
- ペドロ&カプリシャス「陽かげりの街」（共同作詞麻生香太郎、『はぐれ刑事』主題歌、1975年10月10日発売）
- 朝倉理恵「うつろな愛」（『手紙-殺しへの招待-』主題歌、1975年11月3日発表・未レコード化）
- 高木麻早「愛は貴方のぬくもり」（1976年1月25日発売）
- 由紀さおり「かたちばかりの幸福」（1976年3月1日発売）
- 北沢まゆみ「恋のドライビング・ナイト」（1976年12月発売）
- つなき&みどり「Jの5番」（1977年1月発売）
- 岡ゆき子「鐘を鳴らすのは人の心」（1977年2月発売）
- 小林容子「六月の雨」（1977年6月発売）
- JOHNNYS' ジュニア・スペシャル「ラストショー」（1977年7月21日発売）
- 中川よしの「七曲り」（1977年7月発売）
- 香坂みゆき「青春舗道」（1977年10月21日発売）
- ゴールデンハーフ・スペシャル「嘘みたい!?」（カルメンの楽曲のカヴァー、1977年11月10日発売）
- 天馬ルミ子「教えてください神様」（1978年1月25日発売）
- レイジー「赤頭巾ちゃん御用心」（1978年2月5日発売）
- 香坂みゆき
  - 「まわれ恋の風車」（1978年2月発売）
  - 「危険な予感」（1978年5月発売）
- 天馬ルミ子「ありがとう青春」（1978年5月1日）
- レイジー「燃えろロックン・ロール・ファイアー」（1978年5月5日発売）
- 太川陽介「それはないよお嬢さん」（1978年8月25日発売）
- ザ・リリーズ「一度だけのスキャンダル」（1978年9月20日発売）
- オフコース「コルサの歌 –ヨコハマが似合う奴–」（横浜トヨペット販促ソノシート、1978年発表）
- レイラ「珈琲館」（1978年発売）
- パオ「サンセット・キッス」（1979年6月20日発売）
- ポップコーン「フレー!フレー!」（1979年6月25日発売）
- 木村昇「ラヴ・イズ・エヴリシング」（共同作詞奈良橋陽子、1979年12月10日発売）
- 西郡よう子「この愛に生きて」（平岩弓枝ドラマシリーズ『結婚の四季』主題歌、1980年）
- 西城秀樹：訳詞「抱きしめて（ABRAZAME）」（アルバム「SONG BOOK」収録1981年3月5日発売）
- ヘレン笹野
  - 「キュン!と片想い」（1981年3月5日発売）
  - 「Do You Love Me?」（1981年6月発売）
- 山本達彦「太陽がいっぱい」（1982年10月21日発売）
- ダ・カーポ「野に咲く花のように」（1980年発表、『淋しさは夕立ちのように』のB面として1983年7月21日発売）
- 倉橋ルイ子「この愛に生きて」（西郡よう子の楽曲のカヴァー、1985年10月5日発売）